# Myrcia sehnemiana
Myrcia sehnemiana är en myrtenväxtart som beskrevs av Joáo Rodrigues de Mattos. Myrcia sehnemiana ingår i släktet Myrcia och familjen myrtenväxter. Inga underarter finns listade i Catalogue of Life.